# Tiroteio na escola de Taiúva
O tiroteio na escola de Taiúva foi um tiroteio em massa ocorrido em uma escola de Taiúva na tarde do dia 28 de janeiro de 2003, no qual o ex-aluno, Edmar Aparecido Freitas, de 18 anos, invadiu a instituição com uma arma de fogo e atirou contra estudantes e funcionários da escola, ferindo oito deles, antes que Aparecido cometesse suicidio com um tiro na cabeça.

## Tiroteio
Por volta das 14h40, na tarde de segunda-feira, Edmar Aparecido Freitas, um ex-estudante de 18 anos, se dirigiu à Escola Estadual Coronel Benetido Ortiz. Armado com um revólver calibre 38 e munido com 105 balas, além de uma faca, o atirador saltou a lateral do muro da instituição que tem cerca de 2,5 metros de altura. No horário da invasão de Aparecido, era intervalo das aulas de recuperação e cerca de 50 alunos estavam no pátio.
Aparecido, sem dizer nada, começou a atirar em todos os lados do pátio, atingindo cinco estudantes. Um dos alunos, Pedro Russo Júnior, 17, foi atingido de forma grave. Após o ataque, Aparecido entrou dentro da escola e recarregou seu revólver, onde novamente, iniciou uma onda de disparos que atingiram mais duas pessoas, entre elas, uma professora, e um sexto aluno, que acabou ficando gravemente ferido, Eliel Câmara. Aparecido retornou à área externa da escola novamente e se dirigiu à casa do zelador, onde atirou no caseiro. Aparecido ainda apontou o revólver no peito da mulher do zelador, que implorou para que Aparecido não atirasse. Após a mulher implorar, Aparecido não atirou e depois apontou o revólver no próprio ouvido, onde disparou e veio a falecer.
O tiroteio durou cerca de mais de um minuto e 15 tiros foram disparados no ataque. De acordo com o Diário do Grande ABC, relatou que durante o ataque, Aparecido ainda tentou fazer uma funcionária da escola refém, mas não conseguiu. Alguns jornais de notícias relatam que Aparecido atirou indiscriminadamente contra as vítimas, mas em 2019, um professor da Escola Estadual Coronel Benetido Ortiz, Francisco Berci, acreditou que Aparecido tinha escolhido as vítimas com cautela antes de disparar. Assim como a Folha de São Paulo, que, de acordo com uns alunos, Aparecido escolheu suas vítimas e chegou a dizer a um aluno: "Você não".

## Autor
Edmar Aparecido de Freitas (5 de dezembro de 1984 - 27 de janeiro de 2003), um rapaz de 18 anos, era o único filho de um lavrador e uma dona de casa. Aparecido foi descrito como um rapaz tranquilo, sem estar envolvido com drogas ou violência. Aparecido estudou do primeiro ao terceiro ano do ensino médio na escola onde cometeu o ataque. Aparecido tinha se formado em 2002. Testemunhas contaram que Aparecido era alvo de bullying na adolescência, pois Aparecido era obeso e, mesmo após ele emagrecer, ele era alvo de chacotas pelos colegas. De acordo com alguns colegas, Aparecido brincava em dizer que iria explodir a escola e atirar nos alunos da instituição.
As autoridades investigaram a casa de Aparecido e encontraram um revólver calibre 22 e revistas que cobriam a Alemanha Nazista e Adolf Hitler. Aparecido era interessado nesse assunto.
O plano de Aparecido teria se iniciado em dezembro de 2002, quando ele comprou o revólver calibre 38 em uma loja da cidade de Jaboticabal por 200 reais. O dono da venda pode ser indiciado por venda ilegal de armas.

## Consequências
Em 2005, o juiz regional decidiu que a segurança da escola era inadequada no dia do ataque, afirmando que nenhum guarda estava presente no horário da invasão. No mesmo, a Terceira Vara da Comarca de Jaboticabal condenou o governo do Estado de São Paulo a ressarcir as vítimas pelos gastos com tratamento médico, por danos morais e pelos recursos que deixaram de receber enquanto se recuperavam, já que não podiam trabalhar.
O governo brasileiro foi condenado a compensar 305 dias de salários às vítimas por danos físicos e mentais e, em 2006, entrou em recurso que estava sendo deliberado até 2011. O governo de São Paulo tentou reverter, há quase cinco anos, após o atentado, a decisão da Justiça de Jabotical, que condenou o estado a pagar uma indenização de mais de 328 salários mínimos por danos materiais, morais e lucros cessantes a seis das oito vítimas baleadas dentro da escola atacada.
Welligton Menezes de Oliveira, 23, atirador da Escola Municipal Tasso da Silveira, mencionou Aparecido, Seung-Hui Cho e um jovem australiano que retaliaram o bullying em um de seus vídeos gravados.

## Vítimas
Oito pessoas foram baleadas na ação de Aparecido, entre elas, seis estudantes e dois funcionários, sendo que dois dos alunos ficaram em estado grave. Entre as vitimas estão:
- Antônio Agostinho de Souza (Nota: Agostinho era o caseiro da escola.)

- Eliel Câmara. (Nota: Câmara foi atingido no peito e ficou em estado grave e ficou internado na UTI, antes de receber alta, sem ter sequelas.)

- Jairo Miranda Dias
- Jeferson Aparecido de Souza
- Julio Cesar Costa de Souza
- Maria de Lourdes Jacon Fernandes. (Nota: Lourdes era a vice-diretora e professora da instituição.)
- Pedro Russo Júnior, 17 (Nota: Russo ficou em estado grave após ter sido atingido por dois tiros na perna e na coluna, que atingiu a arteria aorta, deixando Russo tetraplégico. Russo foi a única vitima que ficou com sequelas pro resto da vida.)[16]
- Sexto estudante não identificado